# Lago Boiling
El lago Boiling (Boiling Lake) es una fumarola sumergida, localizada a 10,5 km al este de Roseau, Dominica. Está lleno de agua burbujeante de color gris azulado y que es usualmente cubierto por una nube de vapor. El lago mide, con fluctuaciones,  alrededor de 63 m a 76 m.
La primera vez que se registró su avistamiento fue en 1870 por el Sr. Watt y el Dr. Nichols, dos ingleses que trabajaban en Dominica en esa época. En 1875 H. Prestoe, un botánico gubernamental, y el Dr. Nichols fueron encargados de investigar este fenómeno natural. Ellos midieron la temperatura del agua y encontraron que estaba entre 82 y 91,5 ºCelsius, en las orillas, pero no midieron la temperatura en el centro del lago donde el lago está activamente hirviendo. Ellos registraron que la profundidad del lago puede ser mayor a los 59 m.
Periódicamente ha tenido fluctuaciones en el nivel y actividad del lago, más recientemente entre diciembre de 2004 y marzo de 2005. Desde entonces el lago ha vuelto a su nivel.